# Mise
Mise (altgriechisch Μίση Mísē, auch Μισατίς Misatís oder Μισα Misa) war eine Gottheit aus dem Umfeld von Demeter-Kybele und der Mysterien von Eleusis. Besondere Bedeutung erlangte sie aufgrund ihrer Aufnahme durch die Orphiker. Den orphischen Hymnen zufolge war sie mannweiblich und wurde in Eleusis, Phrygien, mit Aphrodite in Zypern und mit Isis in Ägypten verehrt:
Mises Rauchopfer (mit Styrax)

Satzungsgebender, Preis, Stabschwingender, dir, Dionysos,

Vielumworbnes Geschlecht, vielnamiges du des Eubuleus,

Mise, und dir, hochheilig und hehr, unnennbare Fürstin;

Männlich und weibliche Form, zweileibiger Löser Iakchos!

Ob sich freuet dein Herz in Eleusis duftendem Tempel,

Ob in Phrygia auch mit der Mutter du Orgien feierst,

Oder dich Kypros erfreut mit der schönumkränzten Kythere,

Oder du froh aufhüpfst in heiligen Weizengefilden,

Samt der göttlichen Mutter, der dunkelumhülleten Isis,

An Aegyptos wallendem Strom, mit den dienenden Ammen:

Huldreich nah’, und mit edelem Preis bekröne die Arbeit!
Inschriftlich ist ihr Kult im Demeterheiligtum von Pergamon und in Samurlu belegt.
Bei Asklepiades von Tragilos erscheint sie als Tochter von Dysaules und Baubo.